# Balerante (Kemalang)
Balerante is een bestuurslaag in het regentschap Klaten van de provincie Midden-Java, Indonesië. Balerante telt 1739 inwoners (volkstelling 2010).